# Marie Landmann
Marie Landmann (* 11. Juni 1859 in Danzig; † 26. März 1942 in Danzig-Oliva) war eine deutsche Schuldirektorin, Frauenrechtlerin und Abgeordnete des Danziger Volkstags (Zentrum).

## Leben
Marie Landmanns Eltern waren der Kaufmann und Glasermeister Ferdinand Matthias Landmann (1827–1914) und Franziska (1831–1908), eine Tochter des Schneidermeisters Hanke. Sie hatte drei Schwestern, von denen zwei heirateten, drei Brüder wurden Kaufleute, der jüngste wurde Priester, und vier Geschwister, die in der Kindheit starben. Sie erhielt eine höhere Schulbildung an der Schule der Barmherzigen Schwestern vom heiligen Vinzenz von Paul in Culm. Sie wurde dort auch von der Schwester ihrer Mutter, der Ordensschwester Maria Balbina Hanke, betreut. Anschließend absolvierte sie ein privates evangelisches Lehrerseminar in Danzig, das Pfarrer Hevelcke von St. Bartholomäus leitete. Nach dem Staatsexamen in Düsseldorf erhielt sie 1879 die Lehrbefähigung.
Von 1879 bis 1886 arbeitete Landmann an katholischen Schulen im Rheinland, in Moselkern, Königswinter und Düsseldorf. Im Frühjahr 1886 kehrte sie nach Danzig zurück und gründete in einem Mietshaus ihres Vaters die katholische Marienschule für Mädchen. Diese wurde 1899 von der Jopengasse an den Vorstädtischen Graben und in die Fleischergasse verlegt. Als Direktorin baute sie diese bis 1927 zum Oberlyzeum mit Reifeprüfung und angeschlossenem Internat und Lehrerinnenseminar aus.
Landmann war 1885 Mitbegründerin des Vereins katholischer deutscher Lehrerinnen (VdkL). Sie übernahm 1903 die Präsidentschaft für einige Jahre. Drei Jahre zuvor trat sie in die Zentrumspartei ein. Sie engagierte sich für die höhere Schulbildung katholischer Mädchen, verfasste Artikel und Studien und entwickelte mit dem Preußischen Kultusministerium Programme, um Mädchen auf die Hochschulreife vorzubereiten. Im Januar 1906 hielt Landmann in Berlin eine landesweite Tagung zu diesem Thema ab. Die Schirmherrschaft übernahm Kaiserin Auguste Victoria. Von 1904 bis 1921 gab Landmann die Zeitschrift Mädchenbildung auf christlicher Grundlage heraus.
Landmann gründete 1906 in Danzig eine Zweigstelle des Katholischen Frauenbunds (KFB). Ziele waren, die Rolle der Frau im Leben des Staates zu stärken und das Wahlrecht zu erlangen. Im Dezember 1919 gehörte sie zu den ersten weiblichen Danziger Stadtverordneten des Zentrums. Im folgenden Jahr trat Landmann zurück, nachdem sie zum Mitglied des Volkstags gewählt wurde. Sie vertrat ihre Partei in zwei Amtszeiten bis Dezember 1927. Im Parlament des Freistaats befasste sie sich mit Bildungsfragen und der Zusammenarbeit mit dem 1925 gegründeten Erzbistum Danzig.
Landmann ging im April 1927 aus gesundheitlichen Gründen in den Ruhestand. Sie übergab den Schulbetrieb dem Ursulinenorden, dessen Schwestern nach Danzig kamen und in einem Teil des Internats ihr Kloster errichteten. Der Senat der Freien Stadt Danzig gewährte ihr eine jährliche Rente in Höhe von 9000 Gulden. Wegen des Lehrerinnenzölibats war sie unverheiratet. Im Ruhestand lebte sie in der Villa Agnes in Oliva zusammen mit ihrer verwitweten Schwester Franziska Gutkowski und deren Tochter Hedwig, die an der Marienschule Handarbeit, Turnen und Sport unterrichtete.
Marie Landmann starb am 26. März 1942 in Danzig-Oliva. Sie wurde auf dem Olivaer Friedhof im Familiengrab neben ihren Eltern und zwei ihrer Schwestern beigesetzt. Ihre Schwester Agnes Schultheiß (1873–1959) war in Ulm sozial und als Stadträtin engagiert.
Den Ursulinen, der von Landmann gegründeten Marienschule, wurde am 27. Januar 1940 das Recht zum Unterrichten entzogen. Sie kamen im Februar und September 1945 nach Westdeutschland und gründeten im April 1946 das Erzbischöfliche St.-Angela-Gymnasium in Wipperfürth.

## Zeitschrift
- Mitglieder des Vereins Katholischer Deutscher Lehrerinnen (Hrsg.): Mädchenbildung auf christlicher Grundlage. Organ der Abteilung für Höhere Mädchenbildung des Vereins Katholischer Deutscher Lehrerinnen und des Verbandes Katholischer Deutscher Philologinnen. Koblenz, Kempten und München, Paderborn 1904–1933.